# Święty Łukasz malujący Marię z Dzieciątkiem
Święty Łukasz malujący Marię z Dzieciątkiem – jeden z pierwszych obrazów hiszpańskiego malarza pochodzenia greckiego Dominikosa Theotokopulosa, znanego jako El Greco. Obraz sygnowany:CHEIR DOMENIKOU.
Obraz powstał w okresie, gdy El Greco przebywał na Krecie. Jest w znacznym stopniu zniszczony, ale zachowała się sygnatura malarza: przez Dominikosa.

## Opis obrazu
Obraz ukazuje Łukasza Ewangelistę i Marię przedstawioną jako Hodegetrię w tradycyjnym stylu malarstwa bizantyjskiego. Motyw św. Łukasza jako malarza był rozpowszechniony w końcowym okresie ikonoklazmu, w latach 725–842. W XV i XVI wieku wiele cechów malarskich wybierało tego świętego na swojego patrona.
Innowacje El Greca widoczne są w motywach na drugim planie: w trójwymiarowo przedstawionych przedmiotach – renesansowym krześle, przyborach malarskich oraz w motywie zstępującego anioła, nagradzającego św. Łukasza wieńcem laurowym. Na wstędze wieńca widoczny jest napis: stworzył boski wizerunek.